# Weil im Schönbuch
Weil im Schönbuch – miejscowość i gmina w Niemczech, w kraju związkowym Badenia-Wirtembergia, w rejencji Stuttgart, w regionie Stuttgart, w powiecie Böblingen. Leży w Schönbuch, ok. 12 km na południowy wschód od Böblingen.